# Cerjë
Cerjë är en ort i Albanien.   Den ligger i prefekturen Qarku i Korçës, i den östra delen av landet, 120 km sydost om huvudstaden Tirana. Cerjë ligger 1 116 meter över havet och antalet invånare är 252.
Terrängen runt Cerjë är kuperad.   Runt Cerjë är det mycket glesbefolkat, med 4 invånare per kvadratkilometer.. 
Omgivningarna runt Cerjë är en mosaik av jordbruksmark och naturlig växtlighet.